# Alfons von Bojanowski
Hermann Alexander Alfons von Bojanowski (* 11. September 1805 in Straßburg; † 10. Juli 1868 in Breslau) war ein preußischer Generalleutnant und Kommandant von Breslau.

## Leben

### Herkunft
Seine Eltern waren August Alexander Bojanowski (1762–1827) und dessen Ehefrau die Sophie, geborene Gräfin von Maltzahn (1766–1845). Sein Vater war Kammerherr und Erbherr auf Nitsche und Rabaczyn in Polen. Sein Bruder Xaver (1787–1856) war preußischer Generalmajor.

### Werdegang
Bojanowski besuchte das Gymnasium in Breslau und trat am 22. November 1822 als Füsilier in das 1. Garde-Regiment zu Fuß der Preußischen Armee ein. Dort wurde er am 13. Mai 1824 Portepeefähnrich, dann am 17. Mai 1825 als Sekondeleutnant aggregiert und am 15. April 1830 einrangiert. 1838/39 war er zur Gewehrfabrik Potsdam kommandiert. Bis Mitte April 1846 avancierte Bojanowski zum Hauptmann und Kompaniechef. Daran schloss sich ab Mitte Mai 1852 eine Verwendung als Major und 2. Kommandeur des II. Bataillons im 2. Garde-Landwehr-Regiment in Magdeburg an. Er kam am 7. Juni 1855 in das Garde-Füsilier-Regiment, wo er am 9. April 1857 zum Oberstleutnant befördert wurde. Am 22. Mai 1858 wurde er 2. Kommandeur des I. Bataillons im 2. Garde-Landwehr-Regiments in Berlin. Am 31. Mai 1859 wurde er zum Oberst befördert und als Kommandeur in das 8. Infanterie-Regiments (Leib-Infanterie-Regiment) versetzt. Unter Stellung à la suite seines Regiments beauftragte man ihn am 19. Mai 1863 mit der Führung der 24. Infanterie-Brigade. Er wurde am 22. September 1863 zum Generalmajor befördert und zum Kommandeur der Brigade ernannt. Am 31. Dezember 1864 mit dem Roten Adlerorden II. Klasse mit Eichenlaub ausgezeichnet, kam er am 3. April 1866 als Kommandant nach Breslau und avancierte am 20. September 1866 zum Generalleutnant. In dieser Stellung ist er am 10. Juli 1868 in Breslau gestorben.

### Familie
Er heiratete am 29. Dezember 1842 in Altwasser Cäcilie Auguste Charlotte von Mutius (1818–1848). Die Tochter Sophie (* 1846) heiratete am 23. Juli 1870 den späteren General Klaus von der Decken (1832–1904).
Nach dem Tod seiner ersten Frau heiratete er am 25. Mai 1856 in Berlin Elisabeth von Reyher (1828–1896), eine Tochter des Chef des Generalstabs Karl von Reyher.